# 哈德逊一百五十周年半美元
纽约州哈德逊一百五十周年半美元（英語：Hudson, New York, Sesquicentennial half dollar）又名哈德逊一百五十周年半美元（Hudson Sesquicentennial half dollar），是美国铸币局1935年铸造的50美分纪念币。硬币由切斯特·比奇设计，正面是亨利·哈德逊的旗舰“半月号”，哈德逊便是以这位探险家的姓氏命名；背面是哈德逊市徽，显示骑在鲸上的尼普顿，这一面也是评论关注的焦点。
虽然哈德逊只是很小的城市，但授权发行硬币纪念其一百五十周年诞辰的法案还是在国会无人反对顺利通过，随后于1935年5月2日经富兰克林·德拉诺·罗斯福总统签字成为法律正式生效。1935年6月，哈德逊市政当局拿到一万枚纪念币后以一美元单价公开发售。
大部分硬币都被钱币经销商买走，收藏爱好者只买到少数，之后纪念币迅速升值。这种情况虽令收藏爱好者强烈不满，但半美元的市场价格未受影响。如今哈德逊半美元视成色而定，价值基本在700至1500美元范围。

## 背景和立法
纽约州哈德逊位于哈德逊河东岸，州府奥尔巴尼以南，是哥伦比亚县县城。这里起初名叫“克拉弗拉克着陆点”（Claverack Landing），1662年建立时只是伦斯勒维克庄园的交易站，经十八世纪八十年代初大幅扩张后于1785年注册成市并以亨利·哈德逊的姓氏命名。20世纪30年代，当地约有1.4万居民。
1935年时，美国纪念币尚不经政府销售，而是国会授权某个组织独家拥有以面值从美国铸币局买下硬币，然后自行决定是否加价向公众转售的权力。以哈德逊半美元为例，获国会授权的组织和官员由哈德逊市长指定。
1935年3月6日，纽约州联邦众议员菲利普·阿诺德·古德温（Philip A. Goodwin）向众议院递交法案，建议授权发行六千枚半美元纪念币，庆祝哈德逊立市一百五十周年，法案随后转铸币和度量衡委员会审议。古德温曾长期担任格林县历史协会主席，此次递交法案纯是给哈德逊的近邻朋友帮个忙。1936年4月2日，委员会代理主席、密苏里州众议员约翰·约瑟夫·科克伦（John J. Cochran）向众议院回报并附上报告，建议加入修正条款把发行量提至一万后再通过法案。科克伦还称，古德温曾向委员会承诺，哈德逊政府官员会买下所有新币，铸币局不会留有库存。4月3日，众议院通过老西班牙小径半美元授权法案后马上接受科克伦的动议通过哈德逊半美元法案，现场没有议员提出问题或异议，科克伦还把之前递交的报告纳入《国会记录》（Congressional Record）。
法案抵达联邦参议院后转银行和货币委员会审核，纽约州议员罗伯特·费迪南德·瓦格纳于4月11日回报众议院并附上报告，建议直接通过法案。4月15日参议院审议时，罗德岛州议员杰西·霍顿·梅特卡夫（Jesse H. Metcalf）建议修订法案，增加授权发行罗德岛州三百周年半美元的内容。现场辩论时无人反对，法案随后通过。
经过参议院修订的法案需众议院重新审核，4月18日，众议院接受科克伦的动议通过参议院的修正条款。5月2日，法案经富兰克林·德拉诺·罗斯福签字成为法律正式生效。安东尼·斯沃泰克（Anthony Swiatek）和沃尔特·布林（Walter Breen）在合著的纪念币主题著作中推测，授权法案如此顺利通过“可能又是‘投桃报李’的老一套”。

## 准备
古德温众议员在罗斯福总统签署法案当天致信美国美术委员会主席查尔斯·摩尔，请他为硬币设计推荐人选。根据沃伦·盖玛利尔·哈定总统1921年签署的行政命令，该委员会负责为包括硬币在内的各种公共美术品提供设计建议。摩尔在回复中提出多个人选，包括首屈一指的奖章设计师劳拉·加汀·弗雷泽（Laura Gardin Fraser）、铸币局首席雕刻师约翰·雷·辛诺克（John R. Sinnock）、雕塑家保罗·曼希普（Paul Manship）、弗朗西斯·帕克（Francis H. Packer）和切斯特·比奇（Chester Beach）。哈德逊市长弗兰斯·怀斯（Frank Wise）询问不久前设计华盛顿25美分硬币的约翰·弗拉纳根（John Flanagan）能否胜任，摩尔在电报中表示肯定。不过，哈德逊当局最终聘用的是切斯特·比奇，酬金为一千美元，后者同意协助该市完成全部审批流程。
怀斯及其他市政官员起初打算在纪念币一面采用亨利·哈德逊的头像，另一面沿用市徽图案。比奇很快就绘好草图，并在5月13日同怀斯面谈时表示，哈德逊本人没有确知画像存世，选择他的旗舰“半月号”（Halve Maen）更合适，市长最终接受他的建议。接下来比奇仅用一周就完成石膏模型，对于当时的纪念币设计而言可谓非常快。此外，半美元正面的“半月号”左侧还加有一线新月。为了加快进度，石膏模型由纽约奖章用品公司（Medallic Art Company）缩制成铸币金属模。虽然缺乏相关纪录，但该公司显然曾联络铸币局寻求建议，辛诺克在23日的信中表示，虽然不清楚授权法案的具体条文，但他对比奇的能力很有信心，因为此前比奇设计的硬币铸币局就可以很方便地生产。5月27日，比奇向摩尔报告称美术委员会委员、雕塑家李·劳列（Lee Lawrie）已认可设计方案，同时附上首席雕刻师信中的肯定意见。次日，委员会全体表决通过设计方案，财政部长小亨利·摩根索在一周后批准。

## 设计
纪念币正面是亨利·哈德逊的旗舰“半月号”，商船朝右方航行，船帆缆绳左侧有一线新月。图案周围有两圈文字环绕，内圈是（“我们信仰上帝”）和（“哈德逊”），外圈是国名（“美利坚合众国”）和面额（“半美元”）。此外，正面左侧的水面线条位置还有设计师的姓名首字母缩写。硬币背面与哈德逊市徽一致，主体是手持三叉戟的尼普顿倒骑在鲸上，远处还有吹海螺壳的美人鱼或特里同为背景。市徽的设计图案体现出哈德逊曾是捕鲸港的历史，不过该市在哈德逊河的位置离大海尚有一段距离。半美元背面的格言（“义士的奖赏和荣誉”）同样源自市徽，周围有州名缩写、市名（“纽约州哈德逊市”）和周年纪念年份“1785 -1935”环绕，年份上方还有格言（“合众为一”）。
唐·塔克西（Don Taxay）在纪念币主题著作中评价哈德逊的市徽设计“颇为异想天开”。切斯特·比奇觉得这幅图案很有趣，希望新币会比他以前的作品更让人感兴趣。斯沃泰克和布林则在著作中表示，背面设计颇为古雅，显示尼普顿倒骑喷水的鲸，鲸眼所在位置实际上应该是气孔，尼普顿身上缠的布料正被气喷起来。两人还认为，正面的新月如果是月初，则代表船只朝西面的美洲航行，如果是月底，那么船就是向东方的欧洲前进。
美术史学家科尼利厄斯·弗缪尔（Cornelius Vermeule）在1971年出版的美国钱币和奖章主题著作中称赞纪念币正面采用“半月号”直截了当地表明纪念主题，但考虑到背面已有（“纽约州哈德逊市”）字样，正面就不必再重复（“哈德逊”）。弗缪尔对背面评价不佳，觉得采用市徽图案属于历史倒退，令人仿佛回到殖民时代般难受，也将美国钱币审美倒退至1780至1792年联邦及各州发行的钱币水平。在他看来，背面的设计图案本身或许生动有趣，但尼普顿、鲸和三叉戟同格言的联系实在牵强，这样的组合与哈德逊市的关系也是如此。

## 铸造、销售和收藏
1935年6月12日，哈德逊第一国家银行副总裁约翰·埃文斯（John Evans）致信铸币局代理局长玛丽·玛格丽特·奥赖利，代表怀斯市长要求铸币局先生产六千枚半美元，如果有需要再生产剩下的授权发行量，但6月28日铸币局就把授权的一万枚纪念币全部交付。发行商从五月初就开始接受预定，单价一美元，每份订单还需支付18美分挂号信费和每两枚硬币三美分的邮费。7月2日，负责销售的埃文斯开始告知“愤怒至极的收藏爱好者”（斯沃泰克语）硬币已经脱销。据信，纽约市钱币经销商古塔格兄弟公司（Guttag Brothers）的朱利叶斯·古塔格（Julius Guttag）以95美分单价买到7500枚，还有佛罗里达州圣奥古斯丁的休伯特·卡卡巴（Hubert W. Carcaba）很可能买到一千枚。除授权发行的一万枚外，费城铸币局还铸造并保留有八枚，等待来年美国化验委员会的年度检测。
钱币收藏界的尘嚣对哈德逊的城市形象不利，虽然收藏爱好者此时还不能肯定纪念币怎么会这么快售罄，但凭直觉就知道里面有猫腻，特别是大量硬币之后以五至七美元单价现身市场的时候。这些半美元大多顺利卖出，同其他币种一起引发席卷全美的纪念币热潮。此后又有其他纪念币发行商故伎重演，新币一发行马上脱销，实际上却是囤积起来等待升值。这类行径引起钱币收藏爱好者强烈不满，国会因此于1936年3月举行听证，美国钱币协会官员莱曼·霍夫克（Lyman W. Hoffecker）作证时举出包括丹尼尔·布恩二百周年半美元和俄勒冈小径纪念半美元在内的多个例证，最终促使国会开始在纪念币授权法案中加入保护条款。
1940年，哈德逊半美元的二级市场价格已跌回5.5美元，但此后就稳步上涨，1980年美国再次兴起纪念币热潮时一度升至1700美元高位。根据理查德·约曼（Richard S. Yeoman）2017年版的《美国钱币指南手册》（A Guide Book of United States Coins），这款半美元视成色而定，价值在700至1500美元范围。2014年，一枚成色根据谢尔顿硬币分级标准判定接近原始状态的样币经拍卖以1万5275美元高价成交。

## 脚注
1. ↑  Slabaugh，第103頁.
2. ↑  Bowers，第293–294頁.
3. ↑  Slabaugh，第3–5頁.
4. ↑  Flynn，第352頁.
5. ↑  history.
6. ↑  Swiatek & Breen，第102頁.
7. ↑  House report，第1–2頁.
8. ↑  1935 Congressional Record, Vol. 81, Page 4951–4952 (1935-04-03)
9. ↑  Senate report，第1–2頁.
10. ↑  1935 Congressional Record, Vol. 81, Page 5643–5644 (1935-04-15)
11. ↑  1935 Congressional Record, Vol. 81, Page 5995 (1935-04-18)
12. 1 2  Swiatek，第249頁.
13. ↑  Swiatek & Breen，第101–102頁.
14. ↑  Taxay，第v–vi, 161頁.
15. ↑  Taxay，第161–166頁.
16. ↑  Swiatek，第249–250頁.
17. ↑  Taxay，第166頁.
18. 1 2  Swiatek，第250頁.
19. ↑  Taxay，第161頁.
20. ↑  Taxay，第165頁.
21. 1 2  Swiatek & Breen，第101頁.
22. 1 2  Vermeule，第189頁.
23. ↑  Vermeule，第190頁.
24. ↑  Bowers，第297頁.
25. ↑  Flynn，第282–283頁.
26. ↑  Bowers，第295頁.
27. ↑  Senate hearings.
28. ↑  Bowers，第295–299頁.
29. ↑  Yeoman 2017，第305頁.
30. ↑  Yeoman 2015，第1147頁.